# Šmiklavž, Ruda
Šmiklavž (nemško St. Nikolai) je naselje v Občini Ruda v Okraju Velikovec na Koroškem v Avstriji.